# Lista över herrfotbollsspelare med 500 gjorda mål eller fler
Detta är en lista över herrfotbollsspelare med 500 gjorda mål eller fler. Datan är hämtad från Rec.Sport.Soccer Statistics Foundation.

## Rankning
Teckenförklaring
Spelare markerade med  lavendelfärgad bakgrund  är fortfarande aktiva.
Spelare markerade med  grå bakgrund  kan ha gjort fler mål under sin karriär då data saknas för vissa tävlingar.

| Plats |                  | Spelare             | Antal mål | Antal matcher | Mål per match | Aktiva år  |
| ----- | ---------------- | ------------------- | --------- | ------------- | ------------- | ---------- |
| 1     | Portugal         | Cristiano Ronaldo   | 956       | 1 317         | 0.73          | Sedan 2001 |
| 2     | Österrike-Ungern | Josef Bican         | 950       | 624           | 1,52          | 1931–1957  |
| 3     | Argentina        | Lionel Messi        | 901       | 1 171         | 0,77          | Sedan 2003 |
| 4     | Ungern           | Ferenc Puskás       | 802       | 793           | 1,01          | 1943–1966  |
| 5     | Brasilien        | Romário             | 780       | 1 000         | 0,78          | 1985–2007  |
| 6     | Brasilien        | Pelé                | 778       | 851           | 0,91          | 1956–1977  |
| 7     | Tyskland         | Gerd Müller         | 735       | 793           | 0,92          | 1962–1981  |
| 8     | Polen            | Robert Lewandowski  | 728       | 1 056         | 0,69          | Sedan 2005 |
| 9     | Uruguay          | Luis Suarez         | 598       | 1 023         | 0.60          | Sedan 2005 |
| 10    | Sverige          | Zlatan Ibrahimović  | 580       | 999           | 0,58          | 1999–2023  |
| 11    | Ungern           | Ferenc Deák         | 576       |               |               | 1940–1957  |
| 12    | Tyskland         | Uwe Seeler          | 575       | 649           | 0,89          | 1953–1978  |
| 12    | Brasilien        | Túlio Maravilha     | 575       | —             | —             | 1988–2012  |
| 14    | Brasilien        | Arthur Friedenreich | 557       |               |               | 1909–1935  |
| 15    | Polen            | Ernst Willimowski   | 554       | —             | —             | 1934–1955  |
| 16    | Portugal         | Eusébio             | 552       | —             | —             | 1957–1979  |
| 17    | Skottland        | Jimmy McGrory       | 550       | —             | —             | 1922–1937  |
| 18    | Österrike        | Franz Binder        | 546       | —             | —             | 1930–1949  |
| 19    | Portugal         | Fernando Peyroteo   | 544       | 354           | 1,54          | 1937–1949  |
| 20    | Mexiko           | Hugo Sánchez        | 541       | —             | —             | 1976–1997  |
| 21    | Tyskland         | Fritz Walter        | 539       | —             | —             | 1937–1959  |
| 22    | Frankrike        | Karim Benzema       | 533       | 1 014         | 0.52          | Sedan 2004 |
| 23    | Ungern           | József Takács       | 523       | —             | —             | 1917–1934  |
| 24    | Ungern           | Gyula Zsengellér    | 522       | —             | —             | 1935–1953  |
| 24    | Brasilien        | Zico                | 522       | —             | —             | 1971–1994  |
| 26    | Argentina        | Alfredo Di Stéfano  | 514       | —             | —             | 1945–1966  |
| 26    | Österrike        | Hans Krankl         | 514       | —             | —             | 1970–1989  |
| 28    | Sverige          | Gunnar Nordahl      | 513       | —             | —             | 1937–1958  |
| 29    | Brasilien        | Roberto Dinamite    | 512       | —             | —             | 1971–1993  |
| 30    | England          | Jimmy Greaves       | 511       | —             | —             | 1957–1980  |
| 31    | Ungern           | Ferenc Bene         | 508       | —             | —             | 1961–1978  |

Anmärkningar
1. ↑  Data saknas för Ferenc Deák under spel i regionala ligan 1945.
2. ↑  Data saknas för Túlio Maravilha under spel i Campeonato Goiano 1988–1990.
3. ↑  Arthur Friedenreich har gjort 554 mål i 561 matcher enligt Alexandre da Costa i boken O Tigre do futebol. Orlando Duarte e Severino Filho räknar 558 mål i 562 matcher i boken Fried versus Pelé. São Paulo FC räknar 105 mål i 125 matcher för klubben.
4. ↑  Data saknas för Franz Binder under spel för klubben Sturm 19 St. Pölten (före 1930)
5. ↑  Data saknas för Fritz Walter under delar av spelet i tyska andradivisionen 1938–1939.
6. ↑  Data saknas för Gyula Zsengellér under spel i ungerska andra- och tredjedivisionen 1933–1934, samt data för spel i Italien 1949–1950.
7. ↑  Data saknas för Gunnar Nordahl under spel i svenska andradivisionen 1959–1961.
8. ↑  Data saknas för Ferenc Bene under spel i ungerska andra- och tredjedivisionen.

## För ett lag
| Plats | Spelare           | Antal mål | Antal matcher | Mål per match | År        | Klubb          |
| ----- | ----------------- | --------- | ------------- | ------------- | --------- | -------------- |
| 1     | Lionel Messi      | 672       | 778           | 0,86          | 2003–2021 | Barcelona      |
| 2     | Pelé              | 643       | 656           | 0,98          | 1956–1974 | Santos         |
| 3     | Gerd Muller       | 563       | 605           | 0,93          | 1964–1979 | Bayern München |
| 4     | Fernando Peyroteo | 544       | 334           | 1,63          | 1937-1949 | Sporting       |
| 5     | Josef Bican       | 535       | 272           | 0.97          | 1936-1949 | Slavia Prag    |
| 6     | Jimmy McGrory     | 522       | 501           | 1,04          | 1922–1938 | Celtic         |
| 7     | Abe Lenstra       | 517       | 571           | 0,91          | 1933–1955 | Heerenveen     |